# Ziegelbarsch

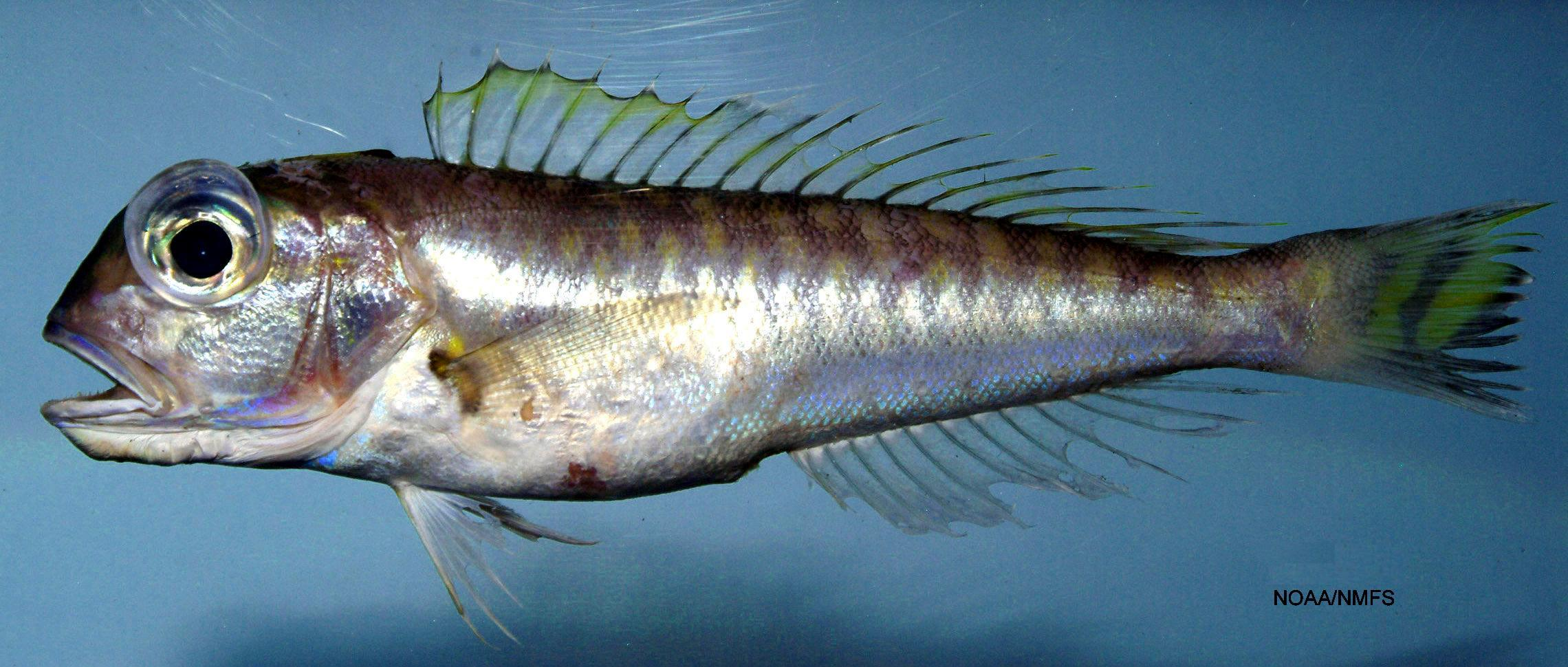
Jungfisch aus dem Golf von Mexiko.

Der Ziegelbarsch (Lopholatilus chamaeleonticeps), auch Blauer Ziegelfisch, Ziegelfisch oder Blauer Ziegelbarsch, ist eine Fischart aus der Familie der Ziegelbarsche (Latilidae).

## Merkmale
Er erreicht 1,25 m Länge und bis zu 30 kg Gewicht, diese Maße gelten jedoch nur für Männchen, Weibchen bleiben kleiner. Die Tiere erreichen ein Alter von 35 Jahren. Charakteristisch ist ein dreieckiger Hautlappen vor der Rückenflosse, der beim Männchen größer ist als beim Weibchen. Der Kiemendeckel ist mit einem Dorn bewehrt. Am Mundwinkel steht je ein kleiner Bartel. Die Färbung ist recht bunt. Die Kopfoberseite und der Rücken sind bräunlich bis violett und mit dunkelgelben Schuppen gefleckt; die Seiten sind silbrig, die Flossen gelblich bis violett. Die Kopfseiten sind meist blau. Die Schuppenstacheln sind recht groß, dadurch wirkt der Fisch rau.
Die Flossenformel ist D VII–VIII/14–15, A I/13–14, P 16–18, V I/5.

## Lebensweise
Die Art bevorzugt sandigen oder schlammigen Grund in ca. 200 m Tiefe, kommt aber in einem Bereich von 20 bis über 500 m Tiefe vor. Die Tiere bewohnen den nordamerikanischen Kontinentalschelf von Kanada bis in den östlichen Golf von Mexiko und leben hier in kleinen Gruppen grundnah von Wirbellosen, insbesondere Krebstieren sowie von kleineren Fischen. Es scheint, dass jeder Fisch sich eine Wohn- („Schlaf-“?)höhle gräbt. Die Vorzugstemperatur beträgt 8–17 °C. Die Eier werden in kleinen Portionen über Monate verteilt abgegeben, insgesamt bis 200 000 pro Saison und Weibchen und entwickeln sich in der wärmeren Jahreszeit pelagisch zu stacheligen Larven.

## Systematik
Von Lopholatilus gibt es an der südamerikanischen Ostküste (bis Uruguay) die verwandte Art L. villarii Miranda Ribeiro 1915, von der man aber nicht weiß, ob sie von L. chamaeleonticeps klar zu unterscheiden ist; die Zuordnung von Tieren aus der Karibik ist unklar.

## Bestand und Gefährdung
Vor 1879 war er anscheinend völlig unbekannt; in den folgenden Jahren wurde er durch Langleinenfischerei rasch populär und war den Fischern von Nova Scotia bis Pennsylvanien bald gut bekannt, verschwand aber 1882 schlagartig aus den Fängen. Offenbar hatte ein Vorstoß des kalten Labradorstroms ein Massensterben ausgelöst, riesige Mengen toter Fische trieben an die Küsten. Die Erholung ging langsam und wechselvoll; sehr häufig wurde er nicht mehr. Trotzdem ist er ein beliebter Speise- und auch Angelfisch.